# Fridrich III. Bádenský
Fridrich III. Bádenský (1327 – 2. září 1353) byl v letech 1348–1353 bádenským markrabětem.

## Život
Byl starším synem Rudolfa IV. Bádenského a Marie Oettingenské.

## Rodina a potomci
Jeho manželkou byla Markéta Bádenská, dcera Rudolfa Hessa Bádenského. Měli spolu několik dětí:
- Rudolf VI. Bádenský
- Markéta